# 赫斯三角

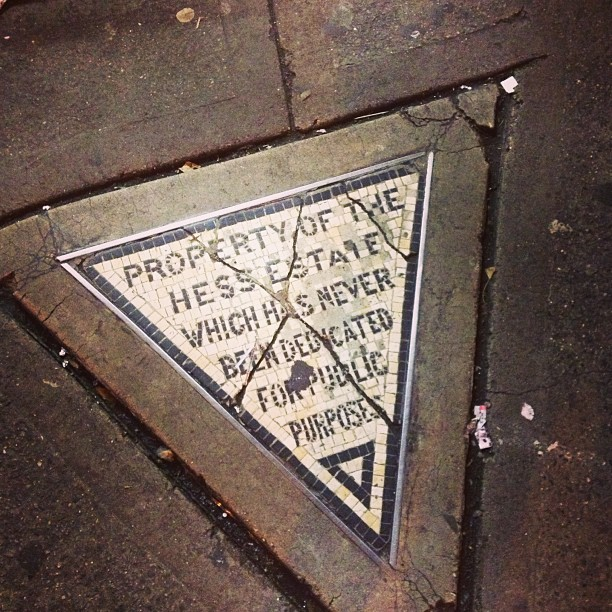
三角細節

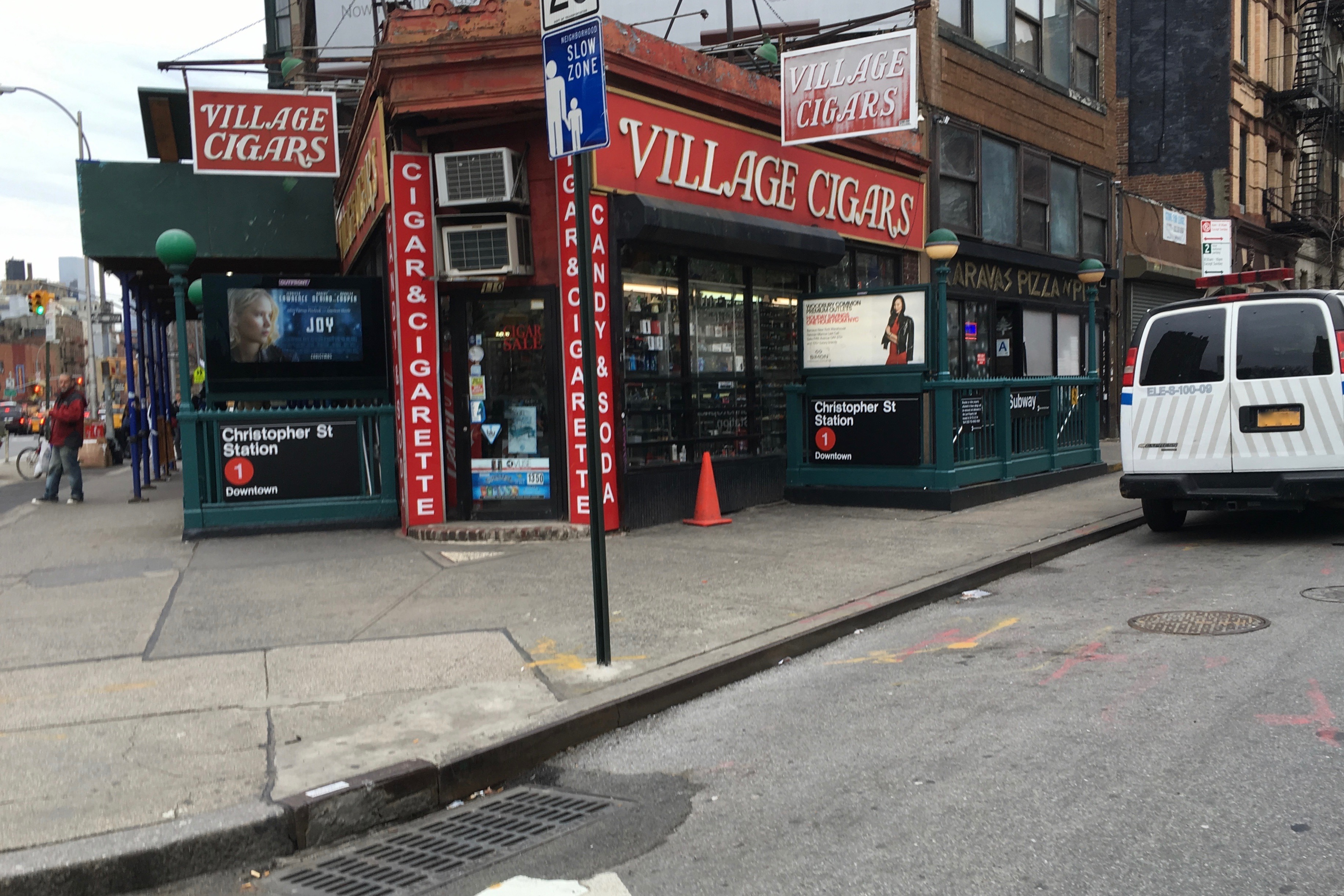
三角形處於Village Cigars店和紐約地鐵的克里斯多福街-謝里登廣場車站外面。在照片左側的行人路上可以看到三角形。

赫斯三角是一個三角形的馬賽克瓷磚，位於紐約市西村街區，第七大道和克里斯托弗街的交界。牌匾刻上“從未用於公共目的的赫斯家族財產”。牌匾呈等腰三角形，底邊長25.5英寸（65厘米），腰長27.5英寸（70厘米）。 
這塊牌匾是市政府與大衛·赫斯 (David Hess) 的遺產發生糾紛的結果，大衛·赫斯是來自費城的房東，擁有五層公寓大樓Voorhis。在20世纪10年代初，該市決定徵收土地因而拆除了該地區的253座建築物，以拓寬第七大道並擴建IRT地鐵。1913年，赫斯家族已用盡了所有法律途徑阻止Voorhis被徵收。然而，根据羅斯·達夫·維托克（Ross Duff Wyttock）1928年在《哈特福時報》（Hartford Courant）的報道，赫斯遺產繼承人發現，當該市徵收Voorhis時，土地勘測漏掉了55號地皮的一個小角落，因此他們張貼了擁有權通知。市政府要求這家人將這小片土地捐給公眾用途，但他们拒絕並於1922年7月27日安裝了這個至今仍存在的挑釁馬賽克。 
1938年，這處據稱是紐約市最小的地皮以100美元（相等於2023年的2,165美元）賣給了鄰近的Village Cigars商店。後来葉史瓦大學開始擁有該物業，包括赫斯三角，並於1995年10月出售給70 Christopher Realty Corporation。隨後的所有者完整地保留了牌匾。